# Волети и живети
Волети и живети (шп. Amar y vivir) колумбијска је теленовела, продукцијске куће Fox Telecolombia, снимана 2020. године.
У Србији се приказује од 29. августа 2022. на Првом програму Радио-телевизије Србије.

## Синопсис
Шармантна и амбициозна певачица Ирен упознаје сиромашног фармера Хоакина који стиже у Боготу, у потрази за својом несталом сестром, не носећи са собом ништа осим одеће коју има на себи. Док се и једно и друго боре за своје циљеве, путеви им се укрштају. Ускоро ће схватити да не могу једно без другог, иако ће њихова борба да буду заједно бити интензивна и болна.
1. ↑  „Волети и живети”.